# Vadim Panov
Pour les articles homonymes, voir Panov.
Œuvres principales
- La ville secrète
- Enclaves
- La Mystique de Moscou
- Hermétikon

Vadim Yourevitch Panov (né le 15 novembre 1972) est un écrivain russe de fantasy. Il est l'auteur des cycles de livres «Тайный город» (la ville secrète) (fantasy urbaine), «Анклавы» (Enclaves) (cyberpunk), «La Mystique De Moscou» (fantasy urbaine) et «Герметикон» (Hermétikon) (steampunk).

## Biographie
Vadim Panov est né le 15 novembre 1972 dans une «famille typique de militaires». Il a souvent déménagé, changeant de lieu de résidence et d'école.
En 1983, la famille Panov a déménagé à Moscou, où Vadim a fini l'école, étant reçu en 1989 au MAI (Institut d'aviation de Moscou) de la Faculté des appareils volants radioélectroniques (ФРЭЛА). Pendant ses temps de loisir, il a activement participé aux activités du théâtre étudiant «Зеркало» (Miroir), où en 1994 une de ses pièces a été mie en scène. Au MAI, Vadim a rencontré sa future épouse Natalya. En 1995, Panov a été diplômé du MAI.
L'activité littéraire de Panov a commencé en 2001, lorsque son roman «Войны начинают неудачники» (Les guerres sont commencées par les perdants), début du cycle La ville secrète. Vadim avait alors 29 ans.
L'écrivain organise régulièrement des rencontres avec ses lecteurs, donne beaucoup d'interviews, communique avec ses fans sur le forum de son site.
Panov est père de deux filles, Pauline et Irina. Son épouse Natalya est sa première lectrice et l'une des critiques les plus sévères de sa production. En plus de son activité littéraire, Panov a une activité dans les affaires.

## Livres

### Œuvres d'un homonyme
Vadim Panov nie catégoriquement être l'auteur du récit «По пути в Казань» (Sur le chemin de Kazan), publié dans les années 1990.

### Cycle «Тайный город» (La ville secrète)
La série comporte 14 livres :  
1. Les guerres sont commencées par les perdants
2. Commandant de guerre
3. Attaque juridique
4. Toutes les nuances de noir
5. Il y a des héros en enfer
6. Les Concubines de la haine
7. La Chrysalide du dernier espoir
8. L'ombre de l'Inquisiteur
9. Le siège des vagabonds
10. Les règles du sang
11. La croix du roi
12. Le roi de la montagne
13. Le jour du Dragon
14. L'odeur de la peur

### CycleEnclaves
Cette série de romans cyberpunk compte 5 romans :
1. Le club de Moscou (2006),
2. Les guides au carrefour (2006),
3. Les feux de joie sur les autels (2008),
4. Les marchands d'impossible (2009),
5. La chaoperfection (2010).

## Distinctions
- Convention Portail — Bombe de l'année pour La ville secrète (2003)
- Pont des étoiles 2005 — Meilleur cycle, série et roman à suite. 2e place pour La croix du roi (2005)
- Convention Bastion 2007 — Prix «Deux cœurs» pour Le carrefour de Tagansk (2006)
- Pont des étoiles 2007 — Meilleur cycle, série et roman à suite. 2e place pour Le jour du Dragon (2006)
- Mouette argentée 2008 — Futur réalistique, pour Enclaves (2005) (Prix spécial du journal «Solidarité»)
- Mouette argentée 2008 — Meilleur auteur de fantasy en langue russe
- Monde du fantastique 2008 — Meilleure suite à un cycle pour L'odeur de la peur (2008)
- RosKon 2009 — Prix «Écrivain de Fantasy de l'année»
- Roskon 2010 — Prix «Écrivain de Fantasy de l'année»
- Pont des étoiles 2010 — Meilleur cycle, série et roman à suite. 3e place pour Les vendeurs d'impossible (2009)
- Pont des étoiles 2010 — pour Le Dragon de Khrakov
- Mouette argentée 2011 — Meilleur monde de fantasy pour Le dernier amiral de Zagrata (2011)
- Pont des étoiles 2011 — pour La pierre philosophale
- Convention Bastion 2012 — «Coupe du Bastion». 3e place pour Le dernier amiral de Zagrata (2011)
- Convention Bastion 2012 — Prix Aphanas Nikitine (pour accomplissement notoire dans le domaine des aventures fantastiques) pour Le dernier amiral de Zagrata (2011)
- Monde du fantastique 2011 — prix par livres, catégorie science-fiction pour Le dernier amiral de Zagrata (2011)
- Convention Bastion 2014 — Prix «épée du Bastion»
- Filigrane 2014 — Grand filigrane pour La boucle de Kardony (2013)[3]

## Adaptations à l'écran
- En 2013, la compagnie de télévision REN a commencé le tournage d'une série adaptée du cycle «Тайный город» (La ville secrète)[4]